# Terrasse tropézienne
Pour les articles homonymes, voir Terrasse et tropézienne.
Une terrasse tropézienne ou tropézienne est une variante de toit-terrasse, intégrée et encastrée dans un comble de toiture en pente,,.

## Description
Les terrasses tropéziennes de toitures sont adaptées aux maisons de village ne possédant pas de jardin ou d’espace au sol à ciel ouvert (à l'image des maisons de village provençales du centre historique de Saint-Tropez dans la Var). 

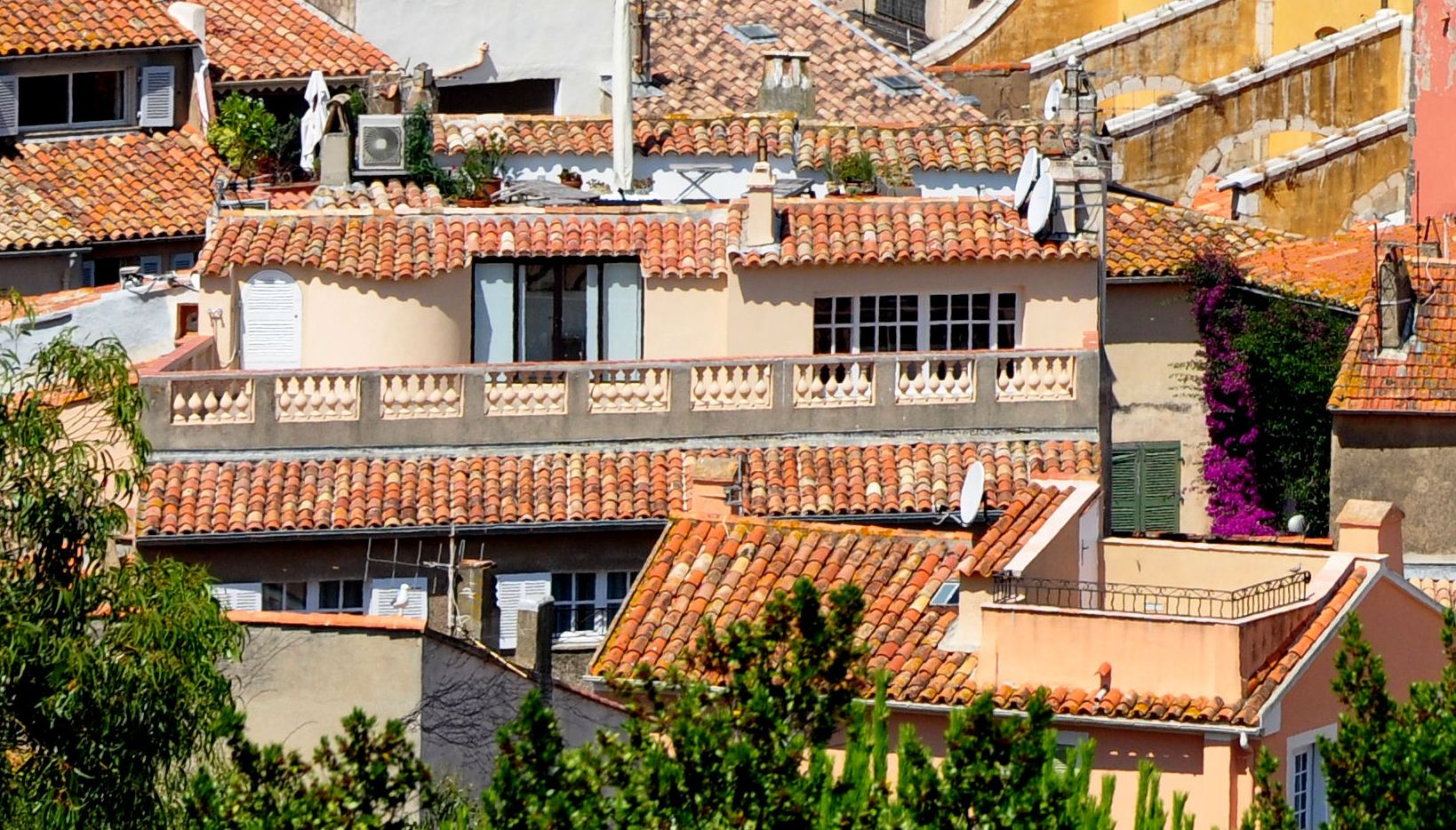
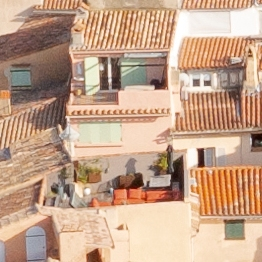

Souvent invisible depuis le sol, et techniquement complexe à réaliser, une terrasse tropézienne peut utiliser et mettre en valeur une partie des combles perdus d'un grenier,,,,.